# Купальское деревце
Купальское деревце — один из атрибутов купальской обрядности, объект ритуального украшения и символического уничтожения; известно под названием купало, купайло, купайлица, купалнык, вильце, гильце прежде всего на Украине, в Полесье, на юго-западе Белоруссии. Реже фигурировало в обычаях Иванова дня юго-восточной Польши, у южных славян — в основном в Словении.

## Восточно-славянские традиции
Для изготовления купальского деревца чаще всего выбирали молодую берёзку (а также — вербу, черноклён, ель, реже сосну или пихту) либо срезали верхушку фруктового дерева. Девушки украшали его венками, полевыми цветами, фруктами, лентами, иногда свечами; затем выносили купайлу за село, втыкали в землю на месте, избранном для гуляний, и водили вокруг хороводы, гуляли, пели купальские песни. На заключительном этапе к игрищам подключались парни: они делали вид, что пытаются похитить деревце или украшения с него, поджечь его, разломать, а девушки его защищали. Заканчивалась забава тем, что все вместе шли к реке «топить купалу» или сжигали его в костре.
За обладание купальским чучелом или деревцем на территории Левобережной Украины происходила специальная ритуальная борьба между девушками и парнями. Девушки рядили деревце-чучело, водили вокруг него хороводы, носили его, пели песни, в которых, в том числе, насмехались над парнями, корили их. Парни подкрадывались к играющим с чучелом девушкам, отнимали чучело или деревце, ломали и разрывали его на части, либо забирали себе и гуляли с чучелом сами.
В качестве обрядового могло выступать и растущее дерево. Например, в одном из сел Житомирщины избирали для сожжения сухую сосну, растущую за селом возле реки, украшали её цветами, бумажными лентами, сверху укрепляли зажженные свечи и сжигали; называли такое дерево гильце. Когда оно сгорало, обгорелый ствол бросали в воду и «быстро разбегались от реки, ибо говорили, что догонит ведьма».
Во многих районах Белоруссии (Витебской, Могилёвской, Брестской областях) для устройства купальского костра использовали растущее дерево, которое обкладывали дровами и поджигали. В ряду других купальских символов, уничтожаемых в костре (жердь в центре костра; чучело «ведьмы» или конский череп, насаженные на шест, пучок трав и цветов, укрепленных на палке и т. п.), купальское деревце — срубленное или растущее — выступает в качестве ритуального объекта, в характеристике которого отмечается противопоставленность «верха» и «низа». Так, на Могилевщине устраивали купальские костры на самых высоких растущих деревьях, на вершину которых затаскивали старые бороны, метлы, снопы, чучела и все это сжигали, а само дерево оставалось обожженным и ежегодно служило местом сбора молодёжи в купальскую ночь.